# Blibli
Blibli是印度尼西亚（印尼）烟草集团針記的分公司PT Global Digital Niaga旗下的电子商务平台，该平台于2011年推出，是PT Global Digital Niaga的首个产品，主要提供网络购物服务。该网站旨在让印尼人更方便更快捷地寻找所要购买的商品，并与世界级技术供应商、银行合作伙伴、物流合作伙伴、商业合作伙伴等合作以便打造一个能满足用户需求的后台系统。截至2017年，Blibli是印尼五大电子商务平台之一。根据电子商务聚合平台iPrice的统计，截至2017年年底，该网站在印尼电子商务网站流量排名中位居第四。
2016年底，Blibli推出了Blibli Travel，将其业务扩展至旅游。2017年6月，Blibli宣布收购印尼在线旅游网站Tiket.com的全部股份。